# 多塔縣

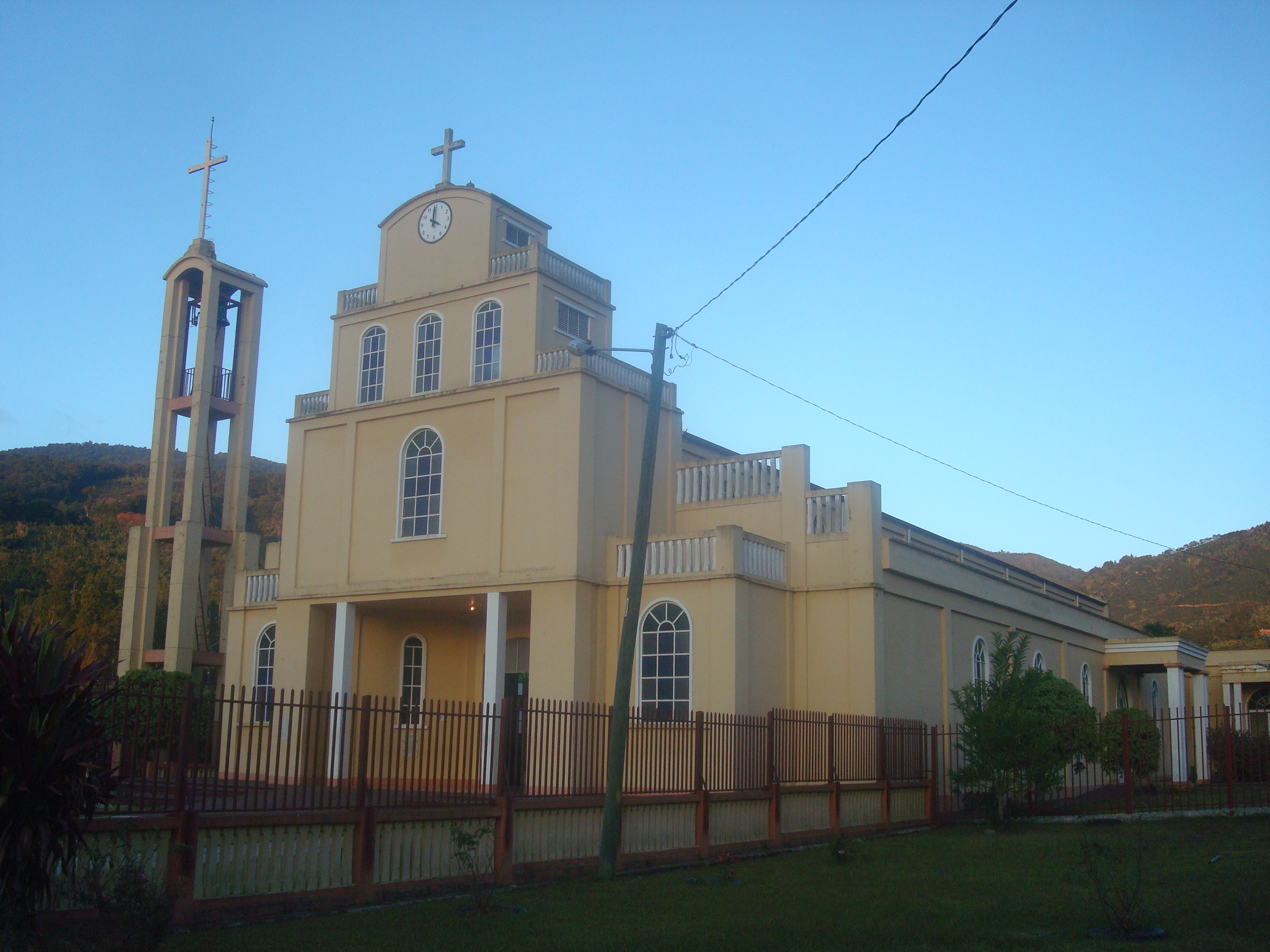

9°35′10″N 83°54′26″W / 9.58611°N 83.90722°W
多塔縣（西班牙語：Cantón de Dota），是哥斯達黎加的縣份，位於該國中部，由聖何塞省負責管轄，首府設於聖瑪麗亞，始建於1925年7月23日，面積400.22平方公里，海拔高度1,550米，2011年人口6,948人，人口密度每平方公里17.36人。